# Jean Crouzillard
Jean Crouzillard est un architecte français né à Clichy le 13 février 1906 et mort à Golbey le 21 octobre 1983. Il est, notamment, l'architecte en chef de la reconstruction du département des Vosges à la suite de la Seconde Guerre mondiale.

## Biographie
Jean Crouzillard naît d'un père architecte, Alfred Félix François Crouzillard, et de Berthe Lucie Gueunier. Il effectue ses études secondaires au lycée Condorcet à Paris et y obtient un baccalauréat en philosophie et un autre en mathématiques. Il intègre l'École des Beaux-Arts en 1926 et en ressort diplômé le 9 juin 1932. Il est d'abord architecte à Paris à partir de 1933, et est également maire-adjoint du 9e arrondissement de Paris.
mobilisé en 1939, il est fait prisonnier à Plainfaing dans les Vosges, puis est emmené en Poméranie dans un Oflag. Il parvient à s'évader et rejoint Épinal. 
Il est nommé architecte de la reconstruction en 1945. À ce titre, il est surtout actif à Épinal et dans les Vosges. En fin de carrière, il crée son propre cabinet d'architecture à Épinal.

## Réalisations

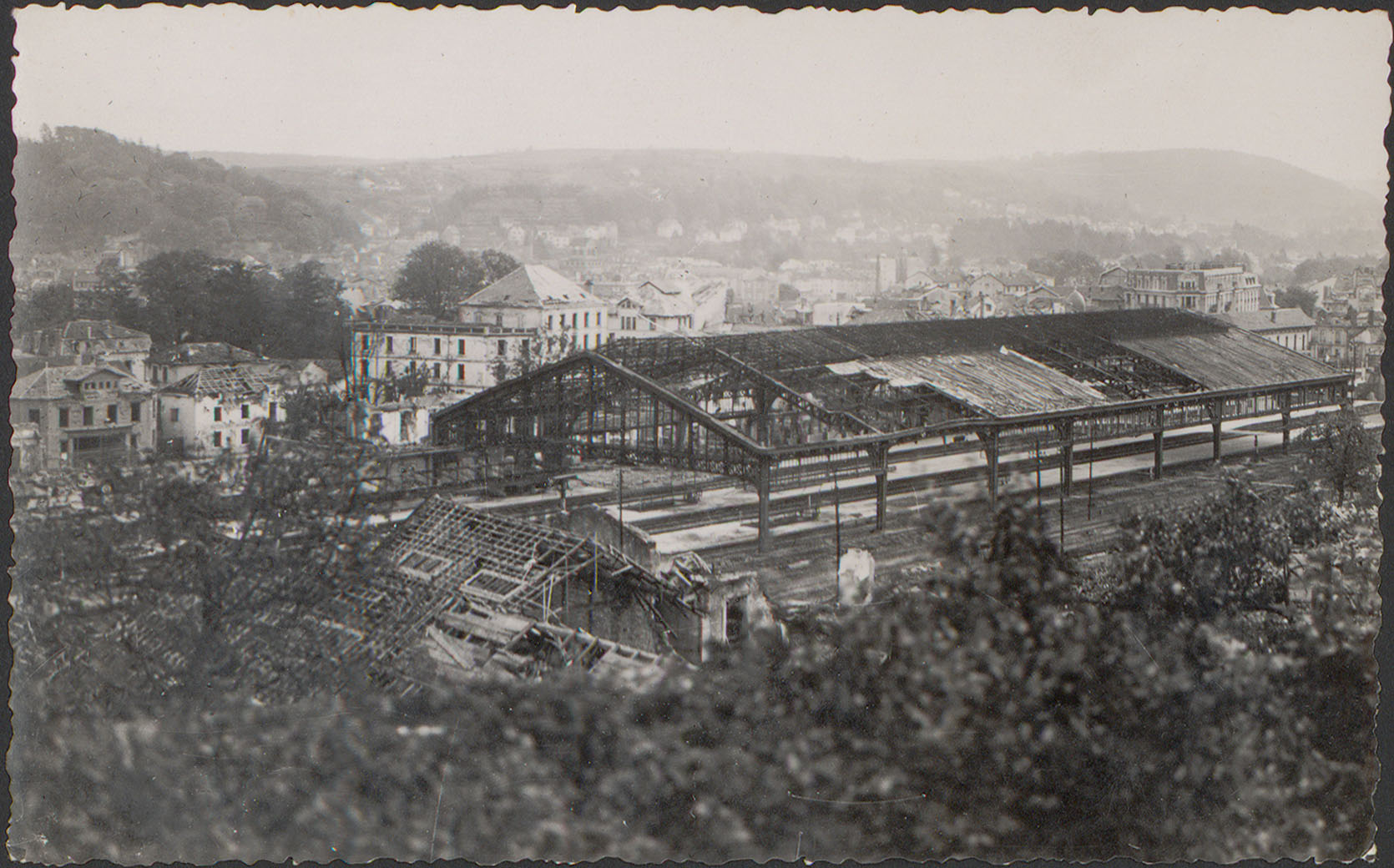
Carte postale montrant la gare et ses alentours, après les bombardements de 1944

La liste n'est pas exhaustive mais elle a pour but de présenter les réalisations les plus importantes.

### À Épinal
- Le quartier du Boudiou à Épinal en 1948[5] : le style reste classique et l'architecte a souhaité mettre en valeur la statue du Pinau en créant une place autour.
- Le quartier de la gare au début des années 1950[6] : la nouvelle gare est située quelques mètres plus bas que la précédente qui fut bombardée car l'ensemble du terrain a été abaissé. Elle est inaugurée le 24 juin 1956. Jean Crouzillard est aussi à l'origine de l'avenue De-Lattre-de-Tassigny qui relie la gare à la place des 4-Nations.
- L'église Notre-Dame-au-Cierge d'Épinal est bombardée en 1944 mais reconstruite selon les plans de Jean Crouzillard en 1958. Il la souhaite moderne, en béton, et laissant une large place à la lumière grâce aux vitraux de Gabriel Loire.
- Le lycée Louis-Lapicque dans la même ville, en 1956[2].

### Dans les Vosges
- Le lycée agricole de Mirecourt.
- L'Institut national de recherches agronomiques de Mirecourt.
- Le foyer agricole de Rambervillers
- L'école d'agriculture de Neufchâteau.

## Hommages
Le parvis de l'église Notre-Dame-au-Cierge à Épinal porte le nom d'esplanade Jean-Crouzillard depuis 2014.